# Verzorgingsplaats Bergh
Verzorgingsplaats Bergh is een Nederlandse verzorgingsplaats, gelegen aan de A12 tussen afrit Beek en de grens met Duitsland, bij grensovergang Bergh Autoweg. De verzorgingsplaats ligt bij het heuvelachtige Montferland in de gemeente Zevenaar. Verzorgingsplaats Bergh was tot 2005 grondgebied van de voormalige gemeente Bergh (nu Montferland) en ligt op ongeveer 10 kilometer afstand van 's-Heerenberg.
Verkeer dat Nederland binnenkomt kan terecht bij Bergh Noord. Verkeer dat Nederland verlaat kan terecht bij Bergh Zuid, dat pal naast de onder Zevenaar vallende buurtschap Veldhuizen ligt.
Richting Beek:
De Andel · 
Bijleveld · 
De Forten · 
Bloemheuvel · 
De Buunderkamp · 
Oudbroeken · 
Bergh
Richting Den Haag:
Bergh · 
Aalburgen · 
De Schaars · 
't Ginkelse Zand · 
Oudenhorst · 
Hellevliet · 
Bodegraven · 
Knorrestein